# Эчука
Эчука  (англ. Echuca (/əˈtʃuːkə/) — город, расположенный на берегах рек Муррей и Кампаспе в штате Виктория, Австралия. Пограничный город Моама расположен на северном берегу реки Муррей в штате Новый Южный Уэльс. Эчука является административным центром, а также самым большим поселением в графстве Кампаспе. По состоянию на июнь 2018 года население Эчуки составляло 14 934 человека, а население объединённых городов Эчука и Моама составляло 21 242 человека.
Эчука находится внутри традиционной австралийской общины  Йорта-Йорта. Название происходит от аборигенов, слово означало «встреча вод». Эчука находится недалеко от слияния рек Гоулбёрн, Кампаспе и Муррей. Расположение в самой близкой точке Муррея к Мельбурну способствовало развитию процветающего города и речного порта в течение 19-го века.

## История

### Основание
Эчука была основана одним из самых предприимчивых деятелей раннего колониального периода, бывшим заключённым по имени Генри Хопвуд. В 1850 году он купил небольшую плоскодонку, чтобы переправлять людей и товары через реку Муррей недалеко от границы Кампаспе. По мере того как росло относительно небольшое поселение, известное как Хопвудс-Ферри, оно превратилось в город Эчука. Почтовое отделение Хопвуда в Пунте открылось около 1854 года и было переименовано в почтовое отделение Эчука 1 января 1855 года.
В то время поселенцы в Эчуке относились к местным коренным австралийцам с относительной добротой, их образ жизни был безвозвратно изменён отношениями с европейцами. Оспа угрожала их здоровью в конце 1820-х - начале 1850-х гг. Они были низведены до роли жителей окраин, живущих на берегах реки Муррей, и время от времени вносили вклад в европейскую экономику, работая рыбаками и сельскохозяйственными рабочими, продавая плащи из меха опоссума, собственного изготовления.

### Австралийский внутренний порт
К 1870-м годам Эчука приобрела известность как крупнейший внутренний порт Австралии. Будучи точкой кратчайшего расстояния между рекой Муррей и крупным городом Мельбурном, Эчука была одновременно ключевым речным портом и железнодорожным узлом. К 400-метровой пристани Редгум-Эчука прибывали пароходы, которые разгружались и отправлялись по железной дороге в Мельбурн. Наиболее распространёнными грузами были шерсть, пшеница, другие виды зерна, домашний скот и древесина. Причал был внесён в список национального наследия Австралии в качестве объекта культуры.
Промышленный бум привёл к быстрому росту численности населения, на одном этапе превысившему 15 000 человек, с более чем сотней пабов/отелей, по слухам, существовавших в районе Эчука в одно время. Железный мост был построен через реку Муррей в 1878 году Департаментом железных дорог Нового Южного Уэльса.

### Спад
Расширение железных дорог от Мельбурна до большей части Виктории, а также улучшение дорог и непостоянство погодных условий на реке, в совокупности уменьшило значение Эчуки, и к 1890-м годам флот гребных судов пришёл в упадок. Экономическая депрессия и крах нескольких банков фактически положили конец роли Эчуки как крупного экономического центра, и его население начало рассеиваться.

## Население
По данным переписи населения 2016 года, в Эчуке проживало 12 906 человек.
- Аборигены и жители островов Торресова пролива составляли 3,5% населения.
- 84,7% людей родились в Австралии. Следующими наиболее распространёнными странами рождения были Англия 1,8% и Новая Зеландия 1,0%.
- 89,7% людей говорили только по-английски.
- Наиболее распространёнными ответами на вопросы о вероисповедании были ответы «Не придерживаюсь определённой религии» - 30,7%, «Католик» - 24,2% и «Англиканец» - 16,8%[8].

## География

### Климат
В Эчуке преобладает семиаридный климат
| Показатель                    | Янв. | Фев. | Март | Апр. | Май  | Июнь | Июль | Авг. | Сен. | Окт. | Нояб. | Дек. | Год   |
| ----------------------------- | ---- | ---- | ---- | ---- | ---- | ---- | ---- | ---- | ---- | ---- | ----- | ---- | ----- |
| Абсолютный максимум, °C       | 45,3 | 46,8 | 40,5 | 36,4 | 28,4 | 24,4 | 24,2 | 26,8 | 34,0 | 38,4 | 43,2  | 44,6 | 46,8  |
| Средний суточный максимум, °C | 31,1 | 30,7 | 27,3 | 22,6 | 17,8 | 14,6 | 13,6 | 15,5 | 18,3 | 22,0 | 26,0  | 28,7 | 22,3  |
| Средний суточный минимум, °C  | 15,0 | 15,0 | 12,7 | 9,2  | 6,4  | 4,3  | 3,4  | 4,4  | 6,0  | 8,2  | 10,9  | 13,0 | 9,0   |
| Абсолютный минимум, °C        | 5,0  | 5,8  | 1,0  | 0,4  | −1,9 | −4,5 | −5,5 | −5   | −1,5 | 0,2  | 1,3   | 0,0  | −5,5  |
| Среднее число дней с осадками | 3,9  | 3,7  | 4,6  | 5,9  | 8,3  | 10,3 | 11,5 | 11,4 | 9,5  | 8,3  | 6,0   | 5,1  | 88,5  |
| Норма осадков, мм             | 27,5 | 27,0 | 31,1 | 32,4 | 40,0 | 42,5 | 41,4 | 42,4 | 38,6 | 42,6 | 32,8  | 29,2 | 427,7 |
| Источник:                     |      |      |      |      |      |      |      |      |      |      |       |      |       |

## Управление

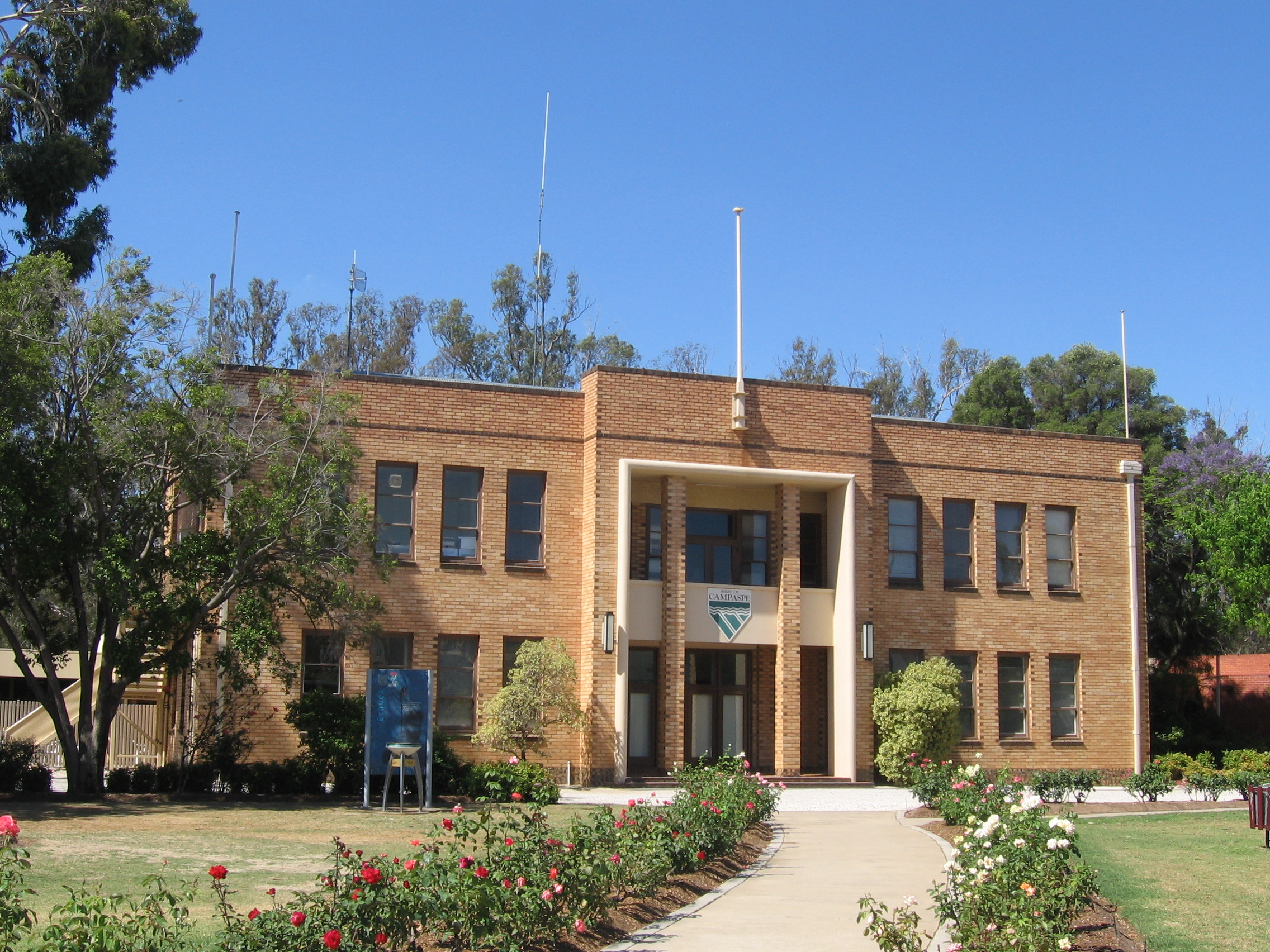
Графство Кампаспе, здание администрации

Эчука — административный центр графства Кампаспе, район местного самоуправления.
На уровне штата Эчука входит в избирательный округ Муррей-Плейнс.
На федеральном уровне Эчука входит в избирательный округ Муррей.

## Экономика
Основной отраслью в Эчуке является туризм. Туризм приносит экономике Эчуки около 250 миллионов долларов в год. Гостей города привлекает его тёплый климат, река Муррей, рекреационные достопримечательности и исторические особенности, некоторые из которых стали известны общественности благодаря роману Нэнси Като «Все реки текут», который был экранизирован в телевизионном мини-сериале. К достопримечательностям относится порт Эчука, который имеет самый большой в мире флот действующих гребных пароходов.
Эчука также является крупным региональным поставщиком в сфере услуг.
Сельское хозяйство играет немаловажную роль для региона, молочные, пшеничные, овцеводческие, свиноводческие и скотоводческие фермы находятся в непосредственной близости от города.

## Культура

### Лопастной пароход

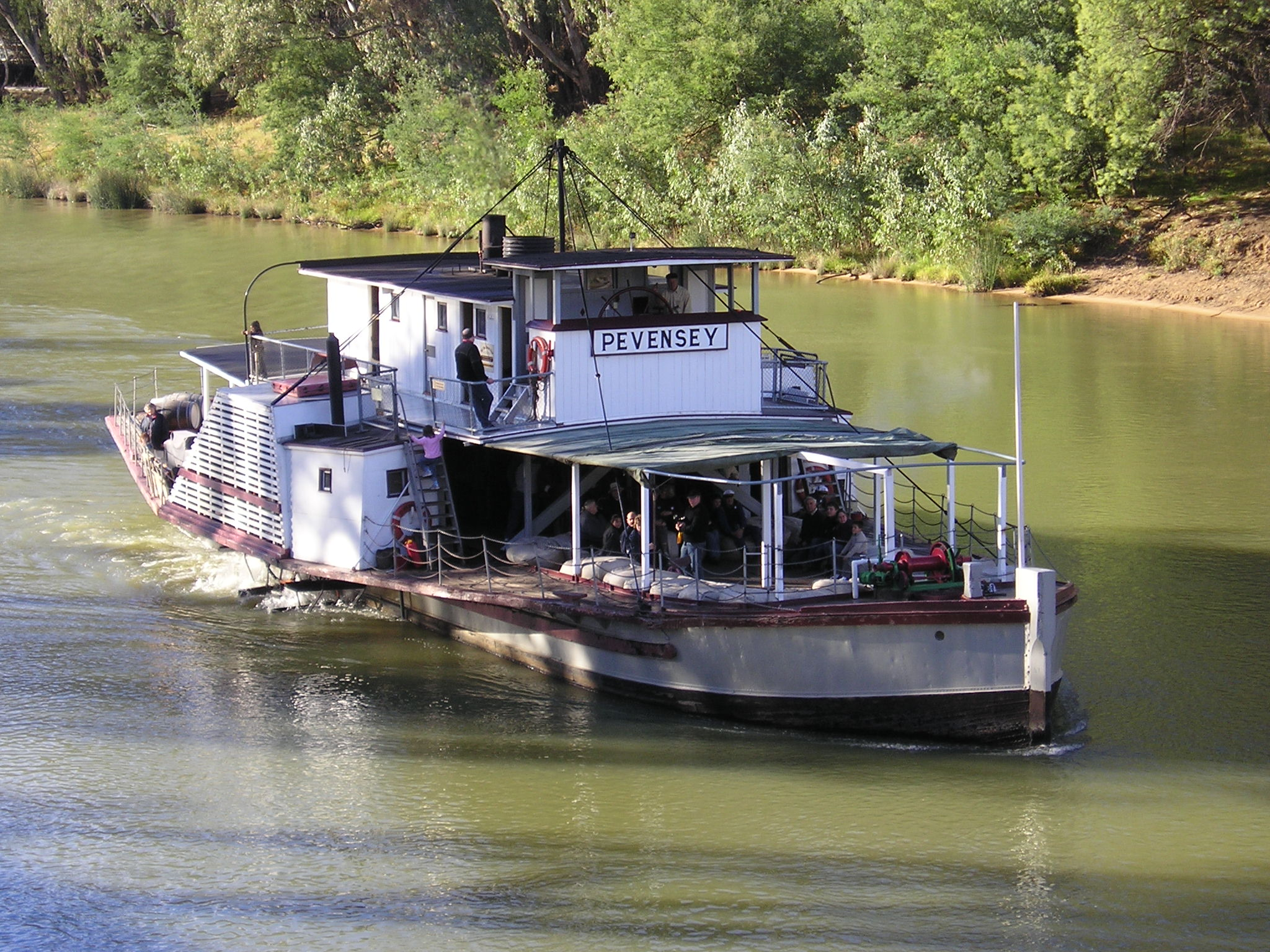
Лопастной пароход Певенси

Порт насчитывает большую коллекцию лопастных пароходов мира, а её жемчужиной является старейший в мире действующий деревянный корпус лопастного парохода «Аделаида», построенного в 1866 году. Есть несколько исторических судов, эксплуатируемых вне Эчуки на ежедневной коммерческой основе, такие как: «Певенси» (построено в 1911 году), «Александр Арбутнот» (построен в 1923 году), работающих на пристани и «Эммилу» (построено в 1980 году, паровой двигатель используется с 1906 года), «Канберра»' (построено в 1913 году) и «'Гордость Муррея» (построено в 1924 году), работающих на речной пристани, вниз по течению от главной пристани. Эти суда совершают 4-6 однодневных круизов ежедневно, на судне «Эмилоу» предлагают обед, ужин и живописные круизы. В Эчуке также есть несколько частных пароходов, включая «Герой», «Генри», «Чарльз» и бывший пароход Миссии Церкви Англии «Этона». Наряду с развлекательными пароходами существуют многочисленные плавучие дома, многие из которых можно взять на прокат. Отель «Мэри Энн» (построен в 1981 году) работает как круизный ресторан круглый год.
Порт Эчука также восстанавливает «Успех» до полного рабочего состоянии. Когда он будет введён в эксплуатацию, он будет добавлен к флоту развлекательных пароходов причала Эчуки.

### Мероприятия и фестивали
В Эчуке ежегодно проводят воднолыжную «Южную гонку 80», самую большую воднолыжную гонку в мире (февраль), музыкальный фестиваль «Riverboats» (февраль), выставку свадеб «Echuca-Moama» (Май), Роторную паровую, Конные и винтажные ралли (уик-энд на день рождения королевы, в июне)  и фестиваль «WinterBlues» (Июль).

### Популярная культура
В 1984 году австралийский телевизионный мини-сериал «Все реки текут», основанный на романе Нэнси Кейто, с Сигрид Торнтон и Джоном Уотерсом в главных ролях, был снят в Эчуке и её окрестностях. Местные лопастные пароходы Певенси и Эмилоу фигурировали в мини-сериале как Филадельфия и Провиденс соответственно. Выход этой серии в эфир в Австралии и на международном уровне оживил туристическую экономику Эчуки.
В 1985 году в Эчуке были сняты части австралийского телесериала «Мой брат Том» (по мотивам книги Джеймса Олдриджа).
В телесериале «Сбой» Вик Истли, окружной инспектор полиции Эчуки, вымышленной Йораны и соседних общин, базируется в Эчуке.
ABC транслировал эпизод «Get Krack!n» 6 февраля 2019 года — сатирические утренние телевизионные передачи о региональной кухне и винном туризме. Некоторые местные жители были обеспокоены тем, как эпизод изображал город и его влияние на туризм, хотя цель заключалась в том, чтобы подшутить над коммерческими утренними шоу и их часто снисходительным изображением сельских и региональных районов.

### Рестораны и столовые
В Эчуке большое разнообразие ресторанов. Некоторые из них были описаны в путеводителе по лучшим ресторанам, включая «Мельницу», «Чёрный Пудинг» и «Порт 53».
Главной достопримечательностью в Эчуке был хорошо известный ресторан на причале «Oscar W's», зарекомендовавший себя в качестве изысканного ресторана, который был награждён премией Chef's Hat в 2013 году по версии Australian Good Food and Travel Guide, ранее заслуженно получил Chef's Hat по версии Age Good Food Guide. Был закрыт в 2014 году. Ключевыми аспектами, сыгравшими свою роль в закрытии заведения стали: затянувшиеся разногласия о перепланировке строения, дорогостоящий ремонт повреждённой несущей стены и аренда исторического участка причала, выставленного на торги.

## Транспорт

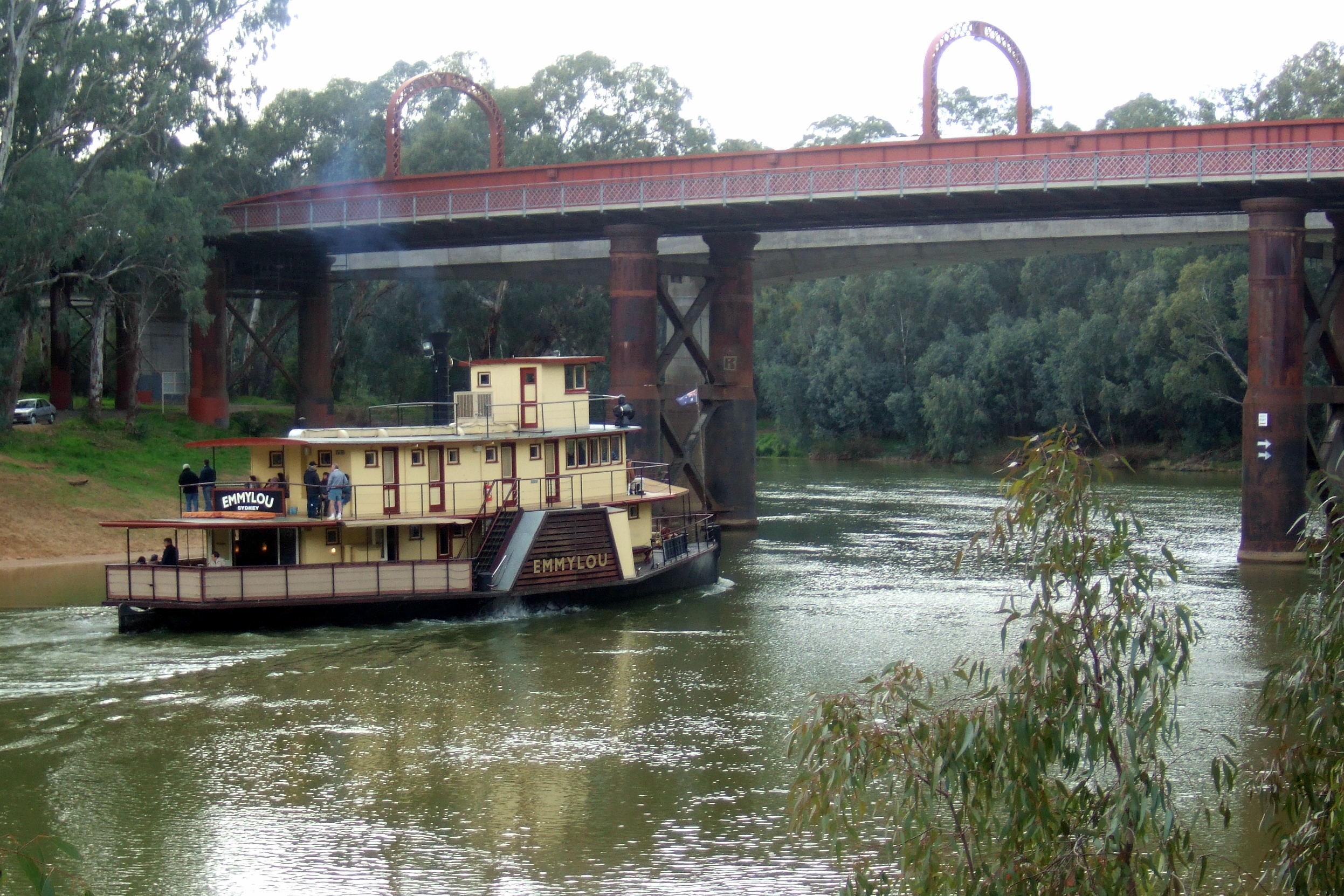
Автомобильный и железнодорожный мост Эчука-Моама над рекой Муррей

Соединение Эчуки с Моамой через разделяющую их реку Муррей осуществляется по мосту Эчука-Моама, сочетающий в себе автомобильную дорогу, а также железнодорожные пути. Данная конструкция имеет историческое значение. Мост состоит из клёпанных железных пролётов, опирающихся на чугунные столбы. В наши дни поезда не курсируют по мосту, вблизи специально для них был построен новый железнодорожный мост.
В настоящее время ведутся работы по строительству второй переправы через реку Муррей, сдача проекта запланирована на 2022 год.
Эчука-Моама является неотъемлемой частью пути трёх автобусных маршрутов ежечасно осуществляющих  перевозку пассажиров в восточную и южную части Эчуки, а также в Моаму. Конечная остановка находится на улице Хэйр, на месте расположения старого почтового отделения. От вокзала Эчуки до Мельбурна, попутно совершая остановку на вокзале Бендиго, осуществляются железнодорожные перевозки пассажиров Железнодорожными линиями Эчуки, которые принадлежат железнодорожному оператору Виктории, V/Line. В Эчуке расположен собственный аэропорт.

## Средства массовой информации

### Печатные издания
Местная газета «Риверин Геральд» издательства МакФёрсон Медиа Групп, выходящая три раза в неделю, основное содержание которой занимают местные новости.

### Радиовещание
Общественная радиостанция Эчуки, EMFM, осуществляет вещание на частоте 104,7 FM, мощностью 1 кВт.

### Телевещание
Популярные телевизионные станции, такие как: ABC, SBS, Prime7, WIN и SC Nine и другие цифровые каналы транслируются в Эчуке из других регионов.

## Розничная торговля
В Эчуке насчитывается немало крупных торговых сетевых компаний, таких как: Big W, Супермаркеты Коул, liquorland (входящая в состав Коул Групп), супермаркеты Safeway (в данный момент супермаркеты Woolworths, и сеть винных магазинов BWS), сеть магазинов при автозаправках Коул Экспресс, сеть автозаправочных станций Caltex Woolworths и Aldi, сеть универмагов Target Country, сеть супермаркетов спиртных напитков Дэн Мерфи, крупнейший мировой ретейлер Австралии Cotton On, сеть дисконтных магазинов The Reject Shop, сеть магазинов бытовой техники Bunnings Warehouse.
В сети магазинов Forever Fresh, где в ассортименте представлены высококачественные продукты и деликатесы.
Помимо вышеупомянутых торговых сетей в Эчуке расположены два книжных магазина: Read Heeler и небольшой книжный магазин Collins на улице Хэйр.

## Образование

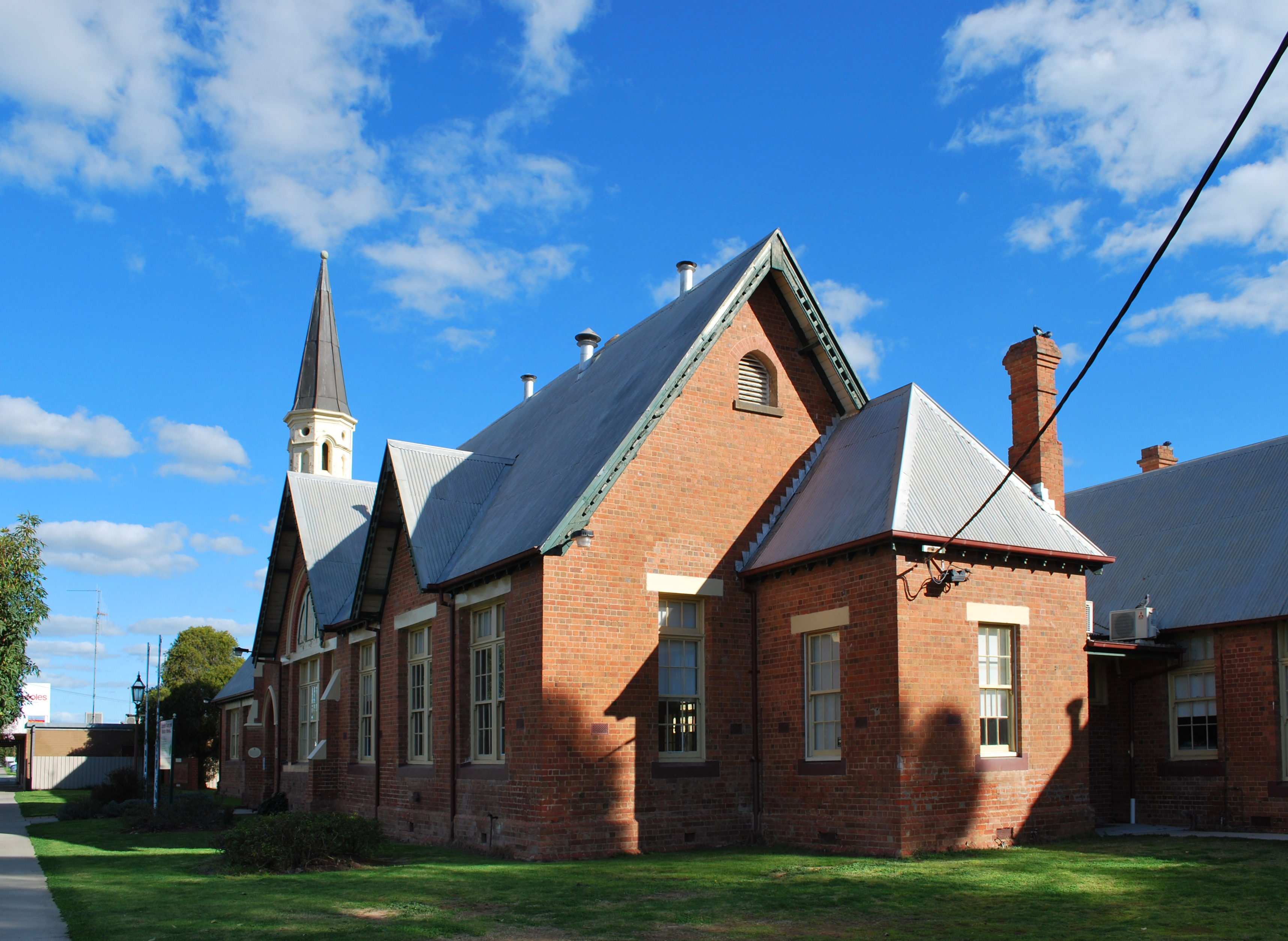
Историческое здание начальной школы Эчуки. В настоящее время месторасположение школы было изменено

Образовательные учреждения Эчуки представляют: начальная школа Эчуки, начальная школа восточной части Эчуки, специализированная школа Эчуки, начальная школа Святой Марии и недавно построенная начальная школа Твин-Риверс (открыта в 2018 году). Школа Твин-Риверс была образована путём слияния начальных школ восточной и южной Эчуки, позднее планируется и присоединение специализированной школы.
Среднее образование возможно получить в государственном колледже Эчуки, основанном в 2006 году благодаря объединению технического колледжа Эчуки и средней школы Эчуки, либо в Католическом колледже Святого Иосифа, расположенном в здании бывшего монастыря Бригидин, открытого в 1886 году. Англиканская гимназия Моама, находящаяся сразу за границей в Новом Южном Уэльсе, также принимает учеников из Эчуки.
Учебное заведение среднеспециального образования Бендиго располагает кампусом в Эчуке, и обеспечивает выпускников дипломами высшего образования различных областей.

## Спорт
В городе есть клуб по австралийскому футболу, выступающий в Футбольной Лиге Goulburn Valley, и команда Эчука Юнйтед, выступающая в Футбольной Лиге Муррея.
Самый популярный вид спорта в Эчуке - австралийский футбол и нетбол, местная команда носит название «Бомбардиры Муррея». Также местные жители играют в футбол и хоккей.
В Эчуке имеется конноспортивный клуб, Echuca Racing Club, который проводит около двенадцати гоночных заездов в год, включая Кубок Эчуки в марте. Echuca Harness Racing Club проводит регулярные бега на своём ипподроме в городе.
Для любителей игры в гольф на пересечении улиц Эйр и Маккензи располагается гольф-клуб Echuca Back Nine.
Водные виды спорта:
- Плавание: Плавательный Клуб Эчука. 50-метровый крытый бассейн. Водный центр Мемориал Эчука.[39]
- Каноэ: Эчука-Моама каноэ-клуб[40].
- Водные лыжи: Южная лыжная гонка 80, проходящая в феврале, финишная линия находится в Эчуке, начиная с плотины Торрумбарри. Основанная более 50 лет назад гонка проводится клубом водных видов спорта Моама. Южная гонка 80 стала культовым двухдневным событием, привлекающим более 80 000 зрителей в этом районе.

В 2006 году была учреждена гонка в честь Барри Бихага, основателя и пожизненного члена Клуба водных видов спорта Моама.

## Известные жители
- Генри Хопвуд (1813-1869), основатель Эчуки, родился в Болтоне, Ланкашир, Англия[42].
- Хью Маккензи (1853-1942), политик и биржевой агент[43][43].
- В 1970 году житель Эчуки Лейт Раттен был осуждён за убийство своей жены. Его дело стало одним из самых спорных в истории юриспруденции Виктории.
- Актёр/Модель Трэвис Фиммел.
- Футболист АФЛ Эндрю Уокер (Карлтон).
- Футболист АФЛ Дэниел Коннорс (Ричмонд).
- Футболист АФЛ Сэм Шелдон (Брисбен).
- Футболист АФЛ Джордан Уильямс (Хэттерн).
- Футболист АФЛ Олли Винс (Порт-Аделаида).
- Футболист АФЛ Джек Вини (Мельбурн).
- Футболист АФЛ Клейтон Оливер (Мельбурн).
- Футболист АФЛ Айдын Джонсон (Порт-Аделаида).
- Австралийская женская баскетболистка Донна Бернс.
- Кантри-музыкант Брайан Лорд.

## Города-побратимы
- Уайтхорс, Юкон, Канада[44]. Однако в 2008 году особые отношения прекратились из-за того, что носили «строго церемониальный характер»[45].